# Siham Assif
Siham Assif est une actrice marocaine née en octobre 1976.

## Biographie
Née à Rabat le 17 octobre 1976, elle commence sa carrière en chantant dans des restaurants et des fêtes, avec ses frères et en étant élue Miss Tanger,. Elle arrête ses études à 18 ans pour devenir actrice.
Elle est retenue par le réalisateur américain Roger Young pour figurer dans son film Salomon en 1997,, et par  le réalisateur marocain  Abdelkrim Mohammed Derkaoui qui l'engage dans le film Rue Le Caire diffusé en 1998,, puis par Mustapha Derkaoui, frère du précédent réalisateur, dans Les amours de Haj El Moktar Soldi diffusé en 2001. Elle est aussi retenue  par Benoît Graffin qui la fait tourner dans Café de la plage diffusé en 2001.
Les tournages s’enchaînent ensuite au cinéma et dans des séries télé. Elle est notamment remarquée pour son rôle dans Les Yeux secs de la réalisatrice Narjiss Nejjar, film diffusé en 2003,,, et présenté au festival de Cannes. Ainsi que dans le film  Et après de Mohamed Ismaïl, aux côtés de Victoria Abril et Rachid El Ouali, mais aussi, par exemple, pour son rôle dans la série télé Wlad Al Marsa, en 2021. En 2011, elle interprète à nouveau un rôle dans un film de la réalisatrice marocaine Narjiss Nejjar, L'Amante du Rif.